# فرانسیسکا رامیرز
فرانسیسکا رامیرز (انگلیسی: Francisca Ramírez؛ زادهٔ ۱۹۷۷ (۴۷–۴۸ سال)) کشاورز، کنشگری اهل نیکاراگوئه است. در سال ۲۰۱۶ مجله فوربز نام او را در بین ۵۰ زن قدرتمند آمریکای میانه قرار داد. او در سال ۲۰۱۷ نایب قهرمان جایزه مدافعان حقوق بشر و در سال ۲۰۱۹ برنده جایزه هومو هومینی شد.